# Тіропіта
Тіропіта (англ. Tiropita; τυρóπιτα, «сирний пиріг») — це грецька випічка, яка складається з шарів змащеного вершковим маслом тіста філо та заливається сирно-яєчною сумішшю. Пиріг подають або у вигляді індивідуальної порції довільної форми, або у вигляді більшого пирога, який розрізається на порції.
Якщо пиріг готують із сиром касері, його можна назвати кассеропіта (kasseropita; κασερόπιτα).
Спанакотиропіта начинена шпинатом і сиром; порівняйте з спанакопіта чи торта паскуаліна.

## Історія
На думку деяких дослідників, у давньогрецькій кухні пиріг плацента (або plakous, πλακοῦς) та його наступники у візантійській кухні — плаконтас тетиромен (plakountas tetyromenous; πλακούντας τετυρομένους, «сирна плацента») та ен тирітас плаконтас (tyritas plakountas; εν τυρίτας πλακούντας, «сирно-наповнена плацента»), є предками сучасної тиропіти. Рецепт у грецькій традиції, записаний у "De Agri Cultura " Катона Старшого (160 р. до н. е.), описує плаценту як солодку багатошарову страву з сиру:.
Сформуйте плаценту наступним чином: помістіть один ряд тракти по всій довжині основного тіста. Потім це покривають сумішшю [сир і мед] із ступки. Зверху покладіть ще один ряд тракти і продовжуйте так, поки не закінчаться всі сир і мед. Завершіть шаром тракта … покладіть плаценту у духовку, а зверху покладіть розігріту кришку […] Після готовності плаценту поливають медом.
Плацента як назва плоского запеченого пирога з сиром залишається у арумунській (plãtsintã) і румунській (plăcintă) мовах.
Інші джерела стверджують, що турки також виготовляли подібну багатошарову випічку, таку як тіропіта. Багатошаровий смажений хліб робився тюрками Центральної Азії в пізньому середньовіччі.
Стародавній тиропатин (tyropatinum), описаний Апіцієм, попри схожість назви, був у вигляді солодкого заварного крема без коржа.